# Arcuate rilles
Arcuate rilles (někdy nazývané Arcuate rimae, česky obloukovité brázdy) jsou údolí s plochým dnem a strmými stěnami na povrchu Měsíce. Dno je několik kilometrů široké a protější stěny rovnoběžné a srázné. Jejich hloubka je od 50 do 250 m. Podobají se tak tektonickým zlomům na Zemi. Vyskytují se hlavně u okrajů měsíčních moří Oceanus Procellarum, Mare Imbrium, Mare Serenitatis, Mare Tranquillitatis a Mare Humorum.
Jejich původ je stále předmětem výzkumu, předpokládá se, že jejich vznik souvisí s izostatickým stlačením hornin podloží impaktních pánví po jejich naplnění bazaltovými výlevy. Tlak bazaltových výlevů způsobil pokles vnitřních částí a na okraji vznikly zlomy (Arcuate rilles) a hřbety (Dorsa).